# Ricard Moragas
Ricard Moragas   (Girona, 8 de gener de 1830 - Madrid, 16 de desembre de 1899) fou membre del cos de ball i posteriorment mestre i coreògraf del Gran Teatre del Liceu, responsable d'arrencar una nova i fructífera etapa en la història de la dansa a Catalunya.

## Biografia
Va ser batejat a l'església de Sant Feliu de Girona el 9 de gener de 1830, fill de Jaume Moragas i Piferrer i de Victòria Torres i Campllonch, residents en aquella població, on havien nascut alguns dels seus germans, un d'ells el conegut pintor Tomàs Moragas.
Com la majoria dels bons ballarins de l'època, domina l'escola bolera, però amplia els seus estudis amb mestres francesos com François Albert Décombe, Hippolyte Barrez o Gontié, fet que l'ajudarà en la seva projecció internacional. La trajectòria professional de Moragas comença a Amèrica del Sud entre els anys 1854 i 1855 i al seu retorn iniciarà la seva carrera al Gran Teatre del Liceu.
El 1859 estrena a l'escenari barceloní Celos y caliá, El carnaval de Venècia i La hija del Guadalquivir, al costat de la ballarina Manuela Perea la Nena. La temporada següent comparteix cartell amb la seva parella de ballet Mariquita Edo, i amb Adela Guerrero quan es tracta de ball nacional. Entre les peces que interpreta hi ha un ballet de Josep Alsina, Los zuavos, i una jota del mestre Tintorer; i entre les seves coreografies més importants, hi ha El diablo de plata i Las boleras del hechizo, La academia de baile, La perla de oriente i La redoma encantada (La redoma encantada (1859) va girar, posteriorment, per Madrid, Cuba, Mèxic i Nova York amb el nom de Castillos de España).
A més d'en el Gran Teatre del Liceu, Ricard Moragas va treballar durant les dècades dels seixanta i setanta del segle xix en altres escenaris i va presentar les seves coreografies en espais com el Teatre Principal, situat també a la Rambla, el Teatre Circ Barcelonès, el Teatre Tívoli, el Teatre Novetats o el Teatre Eldorado.
En aquest període, Ricard Moragas forma equip artístic amb l'escenògraf Francesc Soler i Rovirosa i l'actor Rafael Calvo —amb qui signa peces com Clorinda—, i comparteix companyia amb Roseta Mauri i Pauleta Pàmies. Algunes de les obres més destacades que presenta són El pont del diable, al Teatre Circ Barcelonès,; Lohókeli, amb música de Güelfo Mazzi i decorats de Soler i Rovirosa, que interpreta amb gran èxit al Tívoli; o Parthénope, el 1884. Aquestes dues darreres peces són magnífiques demostracions de les seves capacitats com a coreògraf i director escènic. Excelsio s'estrena al Novetats coincidint amb l'Exposició Universal de 1888, i al Teatre Eldorado presenta una paròdia de l'autor Joan Molas i Casas, Jules Vert i companyia.

## Influències
Gràcies a la tasca de Ricard Moragas, sorgirà a Catalunya un estol de ballarins i ballarines que assoliran fama a nivell mundial, tant en l'estil espanyol com en l'internacional. Alguns dels més destacats són Roseta Mauri —que es convertirà en estrella de l'Òpera de París, i posteriorment en mestre de l'escola de la prestigiosa institució francesa—, Adela Guerrero, Amalia Ortega, Pauleta Pàmies i, ja al tombant de segle, Teresina Boronat.
El talent i prestigi de Ricard Moragas farà que sigui nomenat mestre del Teatro Real de Madrid alhora que mestre de ball de la família reial espanyola. La petjada que deixa al Gran Teatre del Liceu servirà per potenciar l'interès per la coreografia a Catalunya i marcarà l'inici d'una llarga saga d'excel·lents ballarins.